# Kleinwolfgers
Kleinwolfgers ist eine Ortschaft und eine Katastralgemeinde der Gemeinde Schweiggers im Bezirk Zwettl in Niederösterreich.

## Geschichte
Laut Adressbuch von Österreich waren im Jahr 1938 in der Kleinwolfgers zwei Landwirte mit Direktvertrieb ansässig.

## Siedlungsentwicklung
Zum Jahreswechsel 1979/1980 befanden sich in der Katastralgemeinde Kleinwolfgers insgesamt 39 Bauflächen mit 17.687 m² und 12 Gärten auf 1.095 m², 1989/1990 gab es 22 Bauflächen. 1999/2000 war die Zahl der Bauflächen auf 53 angewachsen und 2009/2010 bestanden 31 Gebäude auf 59 Bauflächen.

## Bodennutzung
Die Katastralgemeinde ist landwirtschaftlich geprägt. 227 Hektar wurden zum Jahreswechsel 1979/1980 landwirtschaftlich genutzt und 57 Hektar waren forstwirtschaftlich geführte Waldflächen. 1999/2000 wurde auf 226 Hektar Landwirtschaft betrieben und 57 Hektar waren als forstwirtschaftlich genutzte Flächen ausgewiesen. Ende 2018 waren 223 Hektar als landwirtschaftliche Flächen genutzt und Forstwirtschaft wurde auf 58 Hektar betrieben. Die durchschnittliche Bodenklimazahl von Kleinwolfgers beträgt 27,7 (Stand 2010).